# ولیکا بیهنی

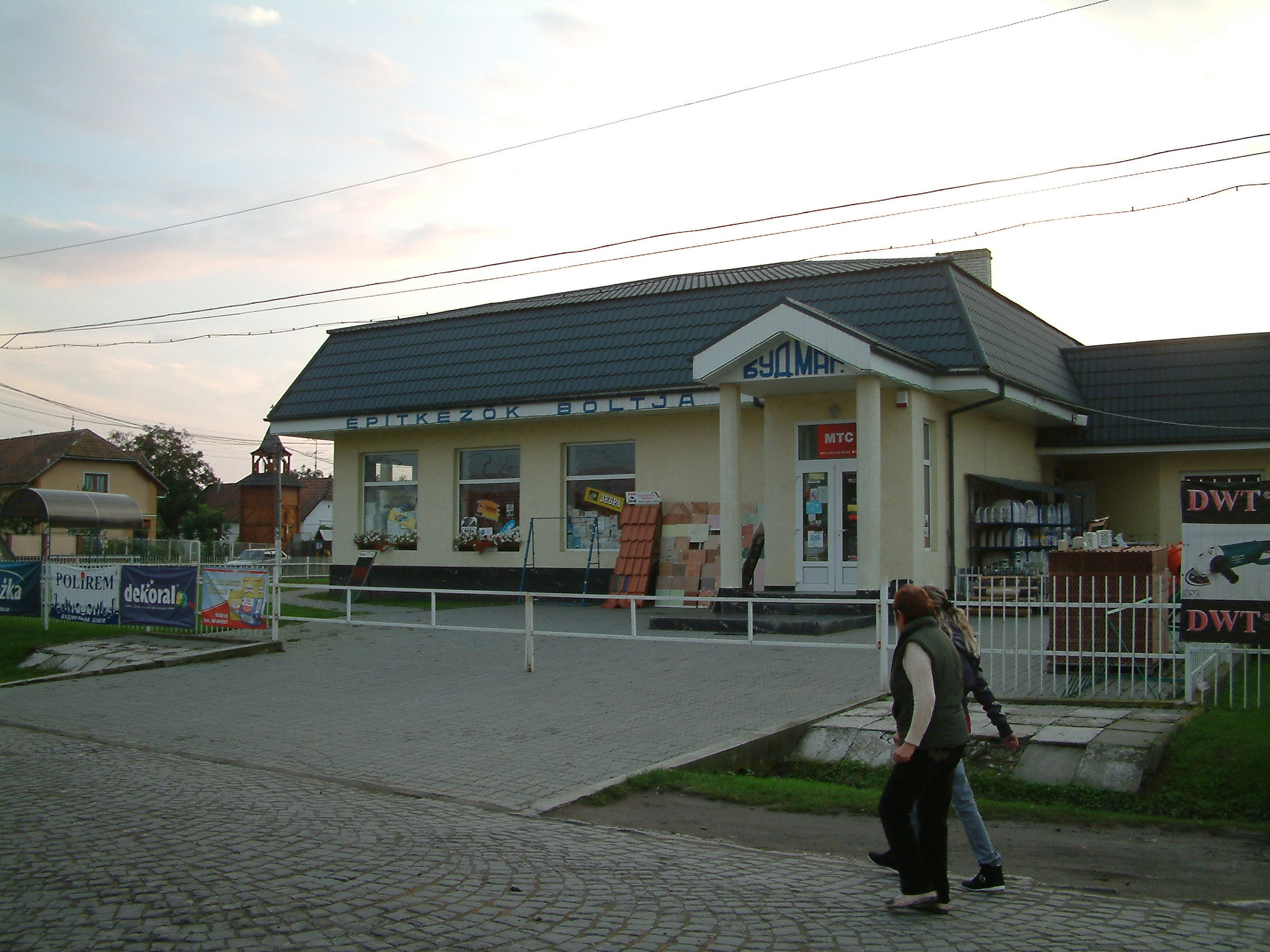
نمایی از یک ساختمان در روستای ولیکا بیهنی - ۲۰۱۰

ولیکا بیهنی (به لاتین: Velika Bihany) یک روستا در اوکراین است که در Berehove Raion واقع شده‌است.